# Fraukirch
Fraukirch és un veïnat del municipi de Thür, a l'estat de Renània-Palatinat a Alemanya.
És conegut per l'església de romiatge de la Mare de Déu (Frauenkirche), ell lloc aleshores al mig del bosc, on segons la llegenda el comte Sigfrid hauria retrobat la seva dona, Genoveva de Brabant, miraculosament salvada per la Verge Maria, després que el mateix havia ordenat anys abans que l'assassinessin, perquè l'hauria enganyat amb el seu majordom Golo quan s'absentava per participar en les croades.